# Fucking lejemordere i telefonbogen
Fucking lejemordere i telefonbogen er en dansk kortfilm fra 2017 instrueret af August Aabo.

## Handling
Den unge mand Jakob er en bombe, der er ved at sprænge. Han bor i provinsen i en verden, hvor de eneste muligheder er mord og selvmord. Dagene går med at onanere, mens han tænker på pigen Rakel.

## Medvirkende
- Kyhe Rymer
- Alvilda Lyneborg Lassen
- Bertram Trolle
- Casper Kjær Jensen
- Malthe Saunte